# Kendall County (Illinois)
Das Kendall County ist ein County im US-amerikanischen Bundesstaat Illinois. Im Jahr 2020 hatte das County 131.869 Einwohner und eine Bevölkerungsdichte von 158,7 Einwohnern pro Quadratkilometer. Der Verwaltungssitz (County Seat) ist Yorkville.
Das Kendall County ist Bestandteil der Metropolregion Chicago.

## Geografie

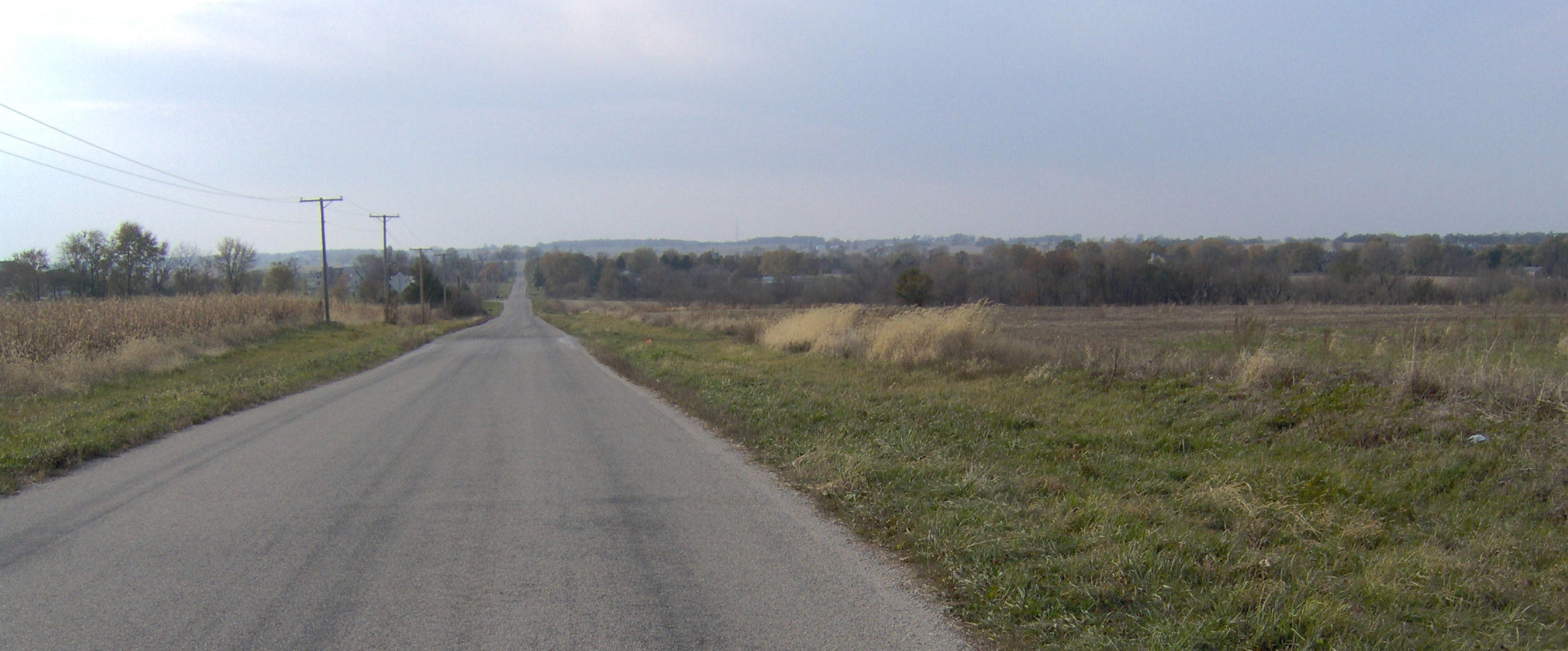
Eiszeitlich geformte Endmoränenlandschaft im Kendall County

Das County liegt im Nordosten von Illinois im südwestlichen Vorortbereich der rund 70 km entfernten Stadt Chicago. Es hat eine Fläche von 836 Quadratkilometern, wovon fünf Quadratkilometer Wasserfläche sind.
In Nordost-Südwest-Richtung wird das County vom Fox River durchflossen, einem Nebenfluss des Illinois River.
An das Kendall County grenzen folgende Nachbarcountys:
| DeKalb County  | Kane County   | DuPage County |
| LaSalle County |               | Will County   |
|                | Grundy County |               |

## Geschichte

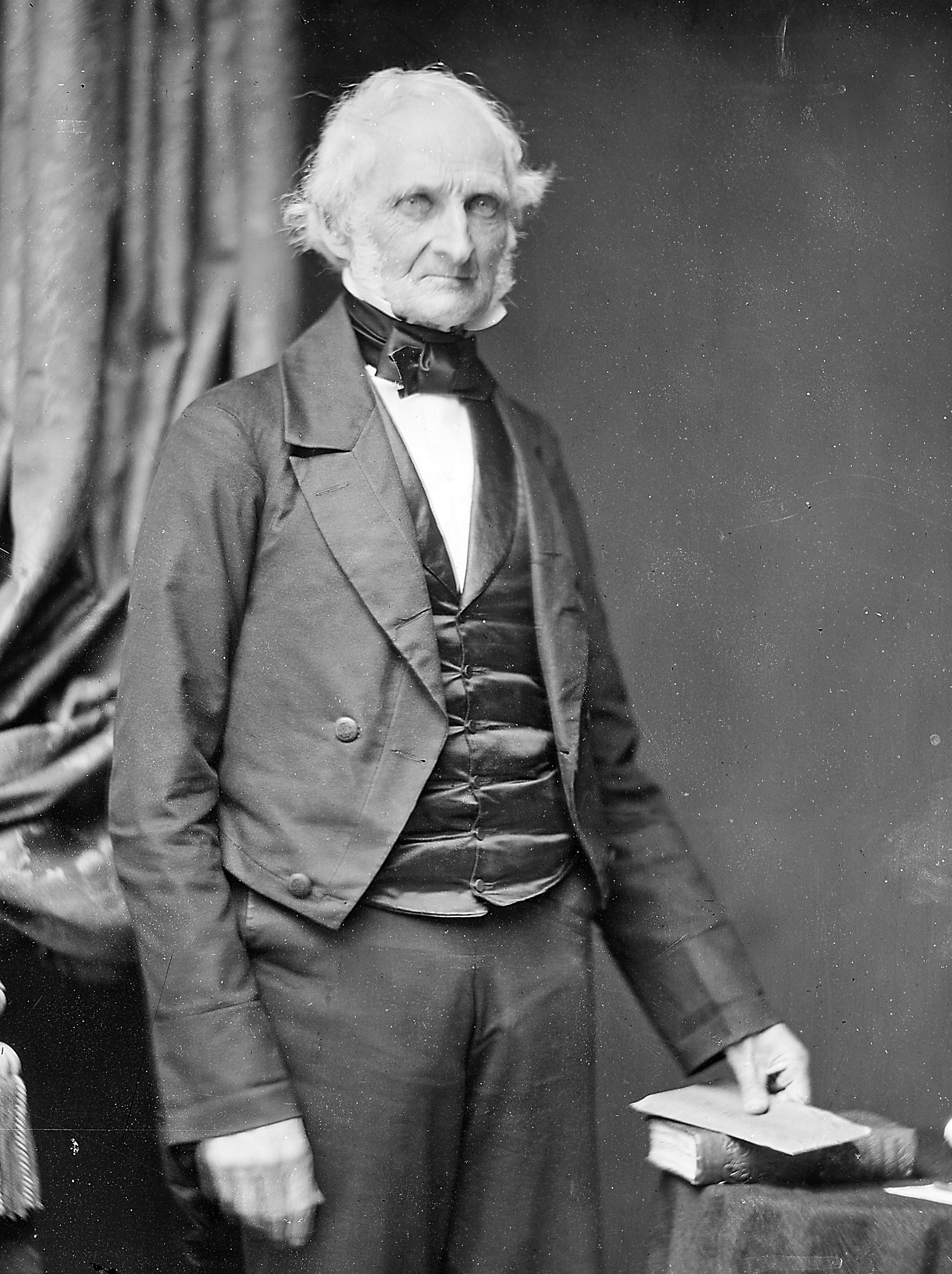
Amos Kendall

Das Kendall County wurde am 19. Februar 1841 aus dem südlichen Teil des Kane County und dem nordöstlichen Teil des La Salle County gebildet. Der erste Name des County war Orange County, benannt nach einem County im Bundesstaat New York, woher die meisten Siedler stammten. Das County wurde jedoch kurze Zeit später umbenannt nach Amos Kendall, dem Postminister unter Präsident Andrew Jackson.

Bereits 1835 waren die ersten Besiedlungen an den Ufern des Fox River und am Waubonsie Creek, gefolgt von Newark, Yorkville und Little Rock (1836) sowie Lisbon und Millington (1838). Die Petition zur Bildung eines eigenen County von 1840 enthielt 109 Unterschriften von dort wohnenden Siedler.

## Demografische Daten
Seit 2000 nimmt die Bevölkerung rapide zu, da der sich ausbreitende Ballungsraum Chicago nun Kendall County erreicht hat. Daher ist die Bebauungsdichte Nordosten des Countys höher, da hier die Stadt Chicago näher liegt.
Nach der Volkszählung im Jahr 2010 lebten im Kendall County 114.736 Menschen in 36.856 Haushalten. Die Bevölkerungsdichte betrug 138,1 Einwohner pro Quadratkilometer. In den 36.856 Haushalten lebten statistisch je 3,0 Personen.
Ethnisch betrachtet setzte sich die Bevölkerung zusammen aus 88,4 Prozent Weißen, 6,1 Prozent Afroamerikanern, 0,4 Prozent amerikanischen Ureinwohnern, 3,3 Prozent Asiaten sowie aus anderen ethnischen Gruppen; 1,7 Prozent stammten von zwei oder mehr Ethnien ab. Unabhängig von der ethnischen Zugehörigkeit waren 15,9 Prozent der Bevölkerung spanischer oder lateinamerikanischer Abstammung.
30,9 Prozent der Bevölkerung waren unter 18 Jahre alt, 61,5 Prozent waren zwischen 18 und 64 und 7,6 Prozent waren 65 Jahre oder älter. 50,6 Prozent der Bevölkerung war weiblich.

Das jährliche Durchschnittseinkommen eines Haushalts lag bei 82.649 USD. Das Pro-Kopf-Einkommen betrug 31.325 USD. 3,8 Prozent der Einwohner lebten unterhalb der Armutsgrenze.

## Ortschaften im Kendall County
Citys
| - Aurora1 - Joliet2 - Plano | - Sandwich3 - Yorkville |

Villages
| - Lisbon - Millbrook - Millington4 - Minooka5 - Montgomery6 | - Newark - Oswego - Plainfield7 - Plattville |

Census-designated place
- Boulder Hill

Andere Unincorporated Communities
| - Bristol - Central - Fox - Helmar | - Kentland - Knob Hill - Lisbon Center - Little Rock | - Millhurst - Nettlecreek - Pavilion |

1 – teilweise im DuPage, Kane und im Will County

2 – überwiegend im Will County

3 – teilweise im DeKalb und im LaSalle County

4 – teilweise im LaSalle County

5 – teilweise im Grundy und im Will County

6 – teilweise im Kane County

7 – überwiegend im Will County

## Gliederung
Das Kendall County ist in neun Townships eingeteilt:
| Township             | Einwohner (2010) | FIPS     |
| -------------------- | ---------------- | -------- |
| Big Grove Township   | 1.647            | 17-05872 |
| Bristol Township     | 26.230           | 17-08368 |
| Fox Township         | 1.675            | 17-27416 |
| Kendall Township     | 7.739            | 17-39454 |
| Lisbon Township      | 899              | 17-43913 |
| Little Rock Township | 13.076           | 17-44043 |
| Na-Au-Say Township   | 8.145            | 17-51531 |
| Oswego Township      | 50.870           | 17-56900 |
| Seward Township      | 4.455            | 17-68757 |